# If Love Were All
«If Love Were All» es una canción compuesta por Noël Coward, publicada en 1929 y escrita para la opereta Bitter Sweet. La canción se considera autobiográfica y ha sido descrita como "autocrítica" y "una de las canciones pop más solitarias jamás escritas".
Ivy St. Helier presentó la canción en el escenario y también la interpretó en la versión cinematográfica de 1933 de Bitter Sweet.
En junio de 2009, se estrenó en el Teatro Lucille Lortel de la ciudad de Nueva York una obra Off-Broadway del mismo nombre sobre la relación de Coward con Gertrude Lawrence.

## Recepción
«If Love Were All» ha sido descrita como "autocrítica" y también como "una de las canciones pop más solitarias jamás escritas". Rod McKuen considera que la canción está entre las canciones "verdaderamente geniales" sobre "entretenimiento desde el punto de vista del entretenimiento".

## Versiones
Versiones de la canción aparecen en Judy at Carnegie Hall (1961) de Judy Garland, como lado B del sencillo " Yesterday, When I Was Mad " de Pet Shop Boys y en el álbum Alternative (1995), Rufus Does Judy at Carnegie Hall (2007) de Rufus Wainwright y Milwaukee at Last!!! (2009), y también en The Songs That Got Away (1989) de Sarah Brightman. En la última parte de su vida, Garland a menudo incluyó "If Love Were All" en su repertorio de conciertos y televisión.
Otras grabaciones notables:
- Alma Cogan - por su álbum How About Love (1962).[11]
- Elaine Stritch - cantó en su espectáculo unipersonal, 'Elaine Stritch: At Liberty'
- Johnny Mathis - incluido en su álbum británico The Sweetheart Tree (1965)
- Julie Andrews - para el álbum Broadway's Fair Julie (1961).[12]
- Joyce Grenfell - incluida en el álbum The Words and Music of Noël Coward (1965).[13]
- María Friedman
- Shirley Bassey - por su álbum 12 of Those Songs (1968).[14]